# Курозек
Курозек (каз. Құрөзек) — село в Келесском районе Туркестанской области Казахстана. Входит в состав Бирликского сельского округа. Код КАТО — 515445400.

## Население
В 1999 году население села составляло 224 человека (110 мужчин и 114 женщин). По данным переписи 2009 года, в селе проживало 298 человек (162 мужчины и 136 женщин).